# ابقوا معنا
ابقوا معنا (بالإنجليزية: Stickin' Around)‏، هو مسلسل رسوم متحركة كندي من إنتاج شركة نيلفانا عُرض لأول مرة في 14 أغسطس 1996 على قناة YTV في كندا. تمت دبلجة المُسلسل إلى اللغة العربية عبر مركز الزهرة وعُرض على قناة سبيستون.

## روابط خارجية
- ابقوا معنا على موقع IMDb (الإنجليزية)
- ابقوا معنا على موقع كينوبويسك (الروسية)
- ابقوا معنا على موقع قاعدة بيانات الفيلم (الإنجليزية)